# グーフィーの騎士道
『グーフィーの騎士道』（グーフィーのきしどう）または『グーフィーの黒騎士』（グーフィーのくろきし、原題：A Knight for a Day）は、ウォルト・ディズニー・プロダクション（現：ウォルト・ディズニー・カンパニー）が製作した1946年3月8日公開のアニメーション短編映画作品。グーフィーの短編映画シリーズの20作目である。

## あらすじ
一人前の騎士を目指して修行している見習い騎士セドリック（グーフィー）であったが、思わぬチャンスが巡ってくる。
アクシデントで気絶させてしまった主人の代わりに試合に挑む事になったのである。

## スタッフ
- 製作：ウォルト・ディズニー
- 監督：ジャック・ハンナ
- 脚本：ビル・ピート
- 音楽：オリバー・ウォレス

## キャスト
| キャラクター | 原語版               | 旧吹き替え版 | 新吹き替え版 |
| ------------ | -------------------- | ------------ | ------------ |
| グーフィー   | ピント・コルヴィッグ | 小山武宏     | 島香裕       |
| 姫           |                      | 土井美加     |              |
| ナレーター   |                      | 江原正士     | 大平透       |

## 映像ソフト化
- 『夢と魔法の宝石箱 とびだせグーフィー』（VHS、バンダイ・ホームビデオ、旧吹き替え版）